# Letteratura swahili
L'espressione letteratura swahili viene usata per indicare la letteratura scritta in lingua swahili o la letteratura dei popoli di cultura swahili (in Africa orientale). Una definizione precisa di questo concetto è complessa, perché non tutte le regioni in cui si parla swahili sono culturalmente omogenee, non tutti gli autori di queste regioni scrivono in swahili, e la stessa lingua swahili è frammentata in numerosi dialetti.
Le prime opere letterarie in swahili conosciute risalgono alla prima metà del XVIII secolo; in origine, erano scritte usando l'alfabeto arabo. A partire dal XIX secolo, soprattutto per opera dei missionari europei, si diffusero metodi di trascrizione nell'alfabeto romano, che oggi è l'alfabeto standard utilizzato per la lingua swahili. Poiché lo swahili è stato standardizzato solo in epoca recente, la letteratura tradizionale swahili è classificabile in funzione dello specifico dialetto (o varietà) della lingua, come il Kiamu, Kimvita, Kipemba, Kiunguja, Kimrima, Kimtang'ata, Ki-Dar-es-salaam e Ki-Nairobi.
Nella letteratura swahili precoloniale, contenuti e forme sono fortemente influenzati da quelli della letteratura araba e islamica. La letteratura swahili comprende in ogni caso numerosi esempi di opere non religiose. La forma letteraria più tipica è l'utenzi, un particolare metro poetico basato su stanze di otto versi. Fra gli utenzi più celebri si possono citare Utendi wa Tambuka (un poema epico in cui si narrano le imprese degli arabi nella guerra contro i bizantini), l'Utenzi wa Shufaka (un poema di carattere morale e religioso) e l'Utenzi wa Mwana Kupona (un poema morale didattico sulle virtù coniugali). La letteratura swahili non contemplava invece la prosa, il cui uso era riservato a documenti di natura pratica.
Nel XX secolo hanno iniziato ad apparire romanzi, racconti e novelle in swahili.

## Opere swahili tradizionali
- Utenzi wa Tambuka
- Utenzi wa Shufaka
- Utenzi wa Mwana Kupona

## Scrittori moderni
- Abdilatif Abdalla (Kenya)
- Muhammed Said Abdulla (Tanzania)
- Adam Shafi Adam(Zanzibar)
- Mzee Hamis Akida (Tanzania, 1914-2007)
- May M. Balisidya (Tanzania)
- Ebrahim Hussein (Tanzania)
- Euphrase Kezilahabi (Tanzania)
- Said Khamis (Zanzibar)
- Henry Kuria (Kenya)
- Ali Mazrui (Kenya)
- James Mbotela (Kenya)
- Katama Mkangi (Kenya, 1945-2004)
- Mohamed Suleiman Mohamed (Zanzibar)
- Pera Ridhiwani (Tanzania, 1917-1997)
- Farouk Topan (Zanzibar)